# Martin Gruber
Martin Gruber (ur. 16 maja 1970 w Monachium) – niemiecki aktor teatralny, filmowy, telewizyjny i dubbingowy, lektor.

## Życiorys
Urodził się i dorastał w Monachium, gdzie uczęszczał do szkoły hotelarskiej. W latach 1993–1995 studiował na wydziale aktorskim William Esper School w Nowym Jorku.
Debiutował na wielkim ekranie w filmie High Score (1990) z udziałem Alexisa Arquette'a i Jamesa Brolina. Wystąpił w Los Angeles przed kamerą w roli młodego Friedricha w filmie krótkometrażowym Inteligencja (Intelligence, 2006) u boku Milo Ventimiglii.
Od listopada 2006 i w czwartym sezonie od października 2008 do września 2009 roku grał rolę menedżera restauracji Felixa Tarrascha w telenoweli ARD Burza uczuć (Sturm der Liebe).
Został mianowany ambasadorem fundacji przeciwko leukemii im. José Carrerasa, a 18 marca 2017 w klubie karnawałowym w Gersthofen został odznaczony orderem „Under Oiner Kapp“ (UOK).

## Wybrana filmografia

### Filmy TV
- 1992: Pierścień muszkieterów (Ring of the Musketeers) jako Peter
- 1997: Skorpion (Der Skorpion) jako Barney
- 2012: Górski lekarz (Der Bergdoktor) jako Andreas Marthaler

### Seriale TV
- 1989: Forsthaus Falkenau jak Rüdiger Bremer
- 1995: To jest życie! W oknie wagonu (So ist das Leben! Die Wagenfelds) jako Kai Lauser
- 1997: Tatort: Der Teufel jako Richard Ertl
- 1997: Pierwsza miłość - kiedy miłość (First Love - Die große Liebe) jako Hanno
- 1998-1999: We wszystkich przypadkach Stefanie (Für alle Fälle Stefanie) jako Jakob Krüger
- 1999: No Sex jako Patrick
- 1999: Rosamunde Pilcher jako Frank
- 2001–2004: Aksamit i jedwab (Samt und Seide) jak Chris Gellert
- 2002: Telefon 110 (Polizeiruf 110) jako Ingo Reichelt
- 2004: SOKO 5113 jako Florian Auersperg
- 2007–2009: Burza uczuć (Sturm der Liebe) jako Felix Tarrasch
- 2009: Górscy ratownicy (Die Bergwacht) jako Andreas Marthaler
- 2009: Danella Utta jako Ronald Schönauer
- 2010: SOKO 5113 jako Dirk Seidel
- 2015: Statek marzeń: Makao (Das Traumschiff – Macau) jako Daniel Sebaldt
- 2017: Jednostka specjalna „Dunaj” jako Max Leitner
- 2017: Rosamunde Pilcher jako Riley Owen
- 2020: Statek marzeń: Kolumbia (Das Traumschiff – Kolumbien) jako Bastian Schwarzer
- 2020: Jonas Waldek jako Maik Zerrlinger
- 2021: Inspector Ricciardi (Il commissario Ricciardi) jako Manfred von Brauchitsch
- 2022–23: Jednostka specjalna „Dunaj” jako Max Herzog